# Commission électorale nationale (Corée du Sud)
La Commission électorale nationale (hangeul : 중앙선거관리위원회 ; hanja : 中央選擧管理委員會 ; RR : Jungang Seongeo Gwalliwiwonhoe) ou CÉN est une institution constitutionnelle indépendante en Corée du Sud, créée pour gérer les élections libres et équitables, des référendums nationaux et locaux ainsi que d'autres affaires administratives concernant les partis politiques et les fonds à usage politiques. L'existence de la Commission est actuellement garanti par l'article 114 de la Constitution de la Corée du Sud. La CÉN a donc le statut d' institution constitutionnelle suprême au même titre que l'Assemblée nationale (le Parlement monocaméral du pays), le Gouvernement, la Cour suprême et la Cour constitutionnelle. Ce statut hautement indépendant de la CÉN reflète la volonté nationale de surmonter les événements passés tels que la fraude électorale survenue en 1960.
Pendant la courte période de vigueur de la loi martiale sud-coréenne en 2024, des troupes avaient été envoyées pour attaquer le siège de la commission.

## Organisation
La Commission électorale nationale (CÉN) a une structure organisationnelle en quatre niveaux. La  Commission électorale nationale proprement dite, 17 commissions électorales de Si (ville métropolitaine) et Do (province), de 250 commissions électorales de Gun (comté), Si (ville) et Gu (arrondissement) ainsi que de 3 481 commissions électorales d'Eup (bourg), Myeon (canton) et Dong (quartier). 
La durée du mandat des membres de la commission est de six années. Aucun membre de la commission ne peut être démis de ses fonctions, sauf en cas de destitution conformément à l'article 65 de la Constitution, ou en raison d'une peine d’emprisonnement sans travaux pénitentiaires ou d'une peine plus lourde. Les membres de la commission ne peuvent pas adhérer à des partis politiques ni participer à des activités politiques.
Une Commission électorale de l'étranger est opérationnelle, pour les citoyens coréens établis hors de Corée, dans les ambassades et les consulats généraux coréens, 180 jours avant et jusqu'à 30 jours après chaque élection présidentielle et parlementaire (à l'exception des cas d'élection anticipée).

### Commission électorale nationale
La Commission électorale nationale est un organisme constitutionnel indépendant composé de 9 membres. Trois membres sont nommés par le Président de la République de Corée, trois sont élus par l’Assemblée nationale et trois sont désignés par le président de la Cour suprême. Le président et le vice-président de la Commission sont élus parmi les commissaires et, comme le veut la coutume, le président est choisi parmi les personnes nommées par le président de la Cour suprême. Le vice-président occupe un poste à temps plein équivalent au niveau de ministre d'État, contrairement au président. Il assiste ce dernier et supervise le secrétariat selon ses directives. La durée du mandat de 6 années est garantie par la Constitution.
Le Secrétariat, la Commission de délibération des informations électorales sur Internet et la Commission de diffusion des débats électoraux sont les institutions affiliées à la CÉN.
Le Secrétariat est composé du Secrétaire général ayant rang de Ministre d’État et du Secrétaire général adjoint ayant rang de Vice-Ministre, ainsi que de deux bureaux, de vingt-cinq divisions et d'un institut de formation.

### Commissions électorales de Si et Do
Les commissions électorales de Si et Do (provinces et villes métropolitaines) sont composées d'un président, d'un vice-président et de commissaires. Chaque parti politique qui dispose d’un groupe de négociation à l’Assemblée nationale recommande une personne (qui dispose du droit de vote et n’est membre d’aucun parti politique) comme commissaire. Trois membres, dont deux juges, sont recommandés par le juge en chef du Tribunal de district local et trois autres membres sont nommés parmi un groupe d’universitaires et de personnes connues pour leurs réputation académique et éthique. Le président de la commission est élu parmi les membres et, traditionnellement, le juge en chef du Tribunal de district est élu président. Le vice-président est nommé par la Commission électorale nationale et exerce ses fonctions à temps plein. Auprès de chaque commission électorale de Si ou de Do se trouvent un secrétariat et une Commission de diffusion des débats électoraux.
Le Secrétariat se compose du vice-président, du secrétaire général et de quatre divisions.

### Commissions électorales de Gun, Si et Gu
Les commissions électorales de Gun (comté), Si (ville) et Gu (arrondissement) sont composées d'un président, d'un vice-président et de commissaires. Chaque commission électorale de Gun; Si ou Gu compte actuellement deux membres approuvés par les partis politiques disposant d'un groupe de négociation à l'Assemblée nationale et six membres désignés par la commission électorale de Si ou de Do sur le territoire duquel se trouve la commission de Gun, Si ou Gu, parmi les juges, les éducateurs ou les personnes connues pour leur réputation académique et éthique.
Le président et le vice-président sont élus parmi les commissaires et, comme le veut la coutume, un juge est choisi comme président. Aucun commissaire n’occupe un poste à temps plein. La Commission électorale de Gun, Si ou Gu dispose d'un Secrétariat et d'une Commission de diffusion des débats électoraux en son sein.
Les Commissions électorales de Gun, Si ou Gu qui gère les circonscriptions législatives pour l'Assemblée nationale dispose d'un Bureau exécutif, les autres Commissions seulement d'une Division exécutive. Un Bureau exécutif ou une Division exécutive se compose d'un Directeur général du Secrétariat de quatrième grade (cinquième grade), et de deux divisions.

### Commissions électorales d'Eup, Myeon et Dong
Les commissions électorales d'Eup (bourg), de Myeon (canton) et de Dong (quartier) sont composées d'un président, d'un vice-président et de commissaires. Les partis politiques qui peuvent constituer un groupe de négociation à l'Assemblée nationale doivent désigner deux membres parmi ceux qui résident dans l'Eup, le Myeon ou le Dong et ayant le droit de voter pour les élections parlementaires mais qui ne sont membres d'aucun parti politique. La commission électorale Gun, de Si ou de Gu nomme quatre membres parmi les personnes instruites et de haute réputation morale. Le président et le vice-président sont élus parmi les commissaires. Aucun commissaire n’occupe un poste à temps plein.
La commission électorale d'Eup, de Myeon ou de Dong élit des secrétaires et des greffiers parmi les fonctionnaires du gouvernement local pour fournir un soutien administratif à la commission. De plus, des directeurs de scrutin choisis parmi les fonctionnaires ou les universités publiques sont affectés dans les circonscriptions, où ils sont tenus de gérer les tâches administratives liées au vote.

## Membres actuels de la Commission électorale nationale
Les membres actuels de la CÉN sont :
- Rho Tae-ak, président
- Kim Pil-gon, vice-président (Le vice-président est le seul poste à temps plein au sein de la commission, qui supervise le secrétariat)
- Kim Chang-bo, commissaire
- Lee Seung-taek, commissaire
- Chung Eun-sook, commissaire
- Cho Byoung-hyun, commissaire
- Cho Seong-dae, commissaire
- Park Soon-young, commissaire
- Nam Rae-jin, commissaire

## Fonctions et responsabilités

### Gestion et surveillance des élections
La Commission électorale nationale gère les élections aux fonctions publiques, y compris les élections du Président, des membres de l'Assemblée nationale, des membres des conseils locaux et des chefs de gouvernements locaux, conformément à la Loi sur les fonctions publiques électives. 
La commission gère également les élections des dirigeants des coopératives agricoles, forestières, de pêche, d'élevage et des présidents des universités nationales. Le processus de ces élections est similaire à celui des élections pour les fonctions publiques.
La CÉN organise et gère les référendums nationaux pour recueillir l'opinion publique sur des politiques importantes qui affectent la sécurité nationale, telles que la politique étrangère, la défense nationale, l'unification et la révision de la Constitution. 
Elle organise également des référendums locaux pour statuer sur des questions importantes qui seront formulées dans des règlements des gouvernements locaux et qui sont également liées aux politiques nationales, qui imposent une lourde charge ou affectent le public. Le processus des référendums locaux est similaire à celui des référendums.
La CÉN gère les votes locaux de révocation par lesquels le public décide de révoquer un chef de gouvernement local ou un membre du conseil local de son poste avant la fin de son mandat dans les cas où ce dernier aurait violer la loi, commit des actes répréhensibles ou négligé son devoir. 
La gestion des élections comprend l'enregistrement préliminaires des candidats pendant une certaine période avant l'élection, la création et la supervision d'un registre électoral, l'enregistrement des candidats, la gestion de la campagne électorale ainsi que les opérations de votes proprement dite, puis le dépouillement et le décompte des voix, afin de proclamer les résultats.
La CÉN a également pour mission de prévenir, surveiller et contrôler les violations de la loi électorale. Elle supervise et contrôle strictement les activités qui nuisent à l’équité des élections et prend des mesures préventives contre les violations de la loi électorale afin de garantir l’égalité des chances pour les partis politiques et les candidats et d’organiser des élections de manière équitable tout en respectant les procédures électorales.
La CÉN enquête sur les revenus et les dépenses des fonds liés aux élections. En cas de violation, telle que la fourniture de fausses informations, elle porte plainte formellement ou demande une enquête sur les violations.

### Gestion de l'activité politique
La commission administre l'enregistrement, le changement, le fonctionnement et la disparition des partis politiques et soutient leurs activités sur la base de la Constitution et de la loi sur les partis politiques. Elle garantie ainsi la liberté de former un parti politique et de mener des activités politiques afin que les partis se développent en partis « orientés vers les politiques publiques ».
Elle attribue des subventions nationales aux partis politiques, supervise la création et le fonctionnement des associations de militants, collecte et distribue les fonds à usage politique (tels que les comptes de campagne) et surveille la manière dont lesdits fonds sont dépensés pour garantir une collecte de fonds fluide et la transparence conformément à la loi sur les fonds politiques.

## Symboles

Emblème utilisé jusqu'en 2018
Drapeau utilisé jusqu'en 2018
Emblème de 2018
Drapeau de 2018
Logo utilisé entre 2000 et 2013